# Schanze Weisel
Die Schanze Weisel ist eine abgegangene Niederungsburg, eine bis dato undatierten Befestigungsanlage. Sie liegt im Wald etwa 2,4 Kilometer östlich von Weisel im rheinland-pfälzischen Teil des Taunus im Rhein-Lahn-Kreis etwa 50 Meter nordwestlich der L 339.

## Beschreibung
Es handelt sich um eine Rundschanze, welche im Südwesten zu einem Drittel infolge von Straßen- und Wegebauten verschleift ist. 
Im Zentrum der Anlage findet sich eine etwa 10,50 Meter durchmessende Hochfläche, die sich durch einen Wall abgrenzt. Diese Fläche liegt ca. 2 Meter über der umgebenden Waldfläche. Umlaufend um diese Hochfläche bzw. den Wall ist eine etwa 4,50 Meter breite Berme vorhanden, an die sich wiederum ein 7,50 Meter breiter und 2 Meter tiefer Graben anschließt. Dem Graben vorgelagert ist nochmals ein etwa 1 Meter hoher, 4 Meter breiter Wall.
Speziell der Graben zeigt eine steile Böschung. 
Auf der Hochfläche der Anlage fanden sich Reste von angeziegeltem Hüttenlehm, was ein Indiz dafür ist, dass dort ein Gebäude bestehend aus einer Flechtwandkonstruktion stand, welches abbrannte.

## Funktion

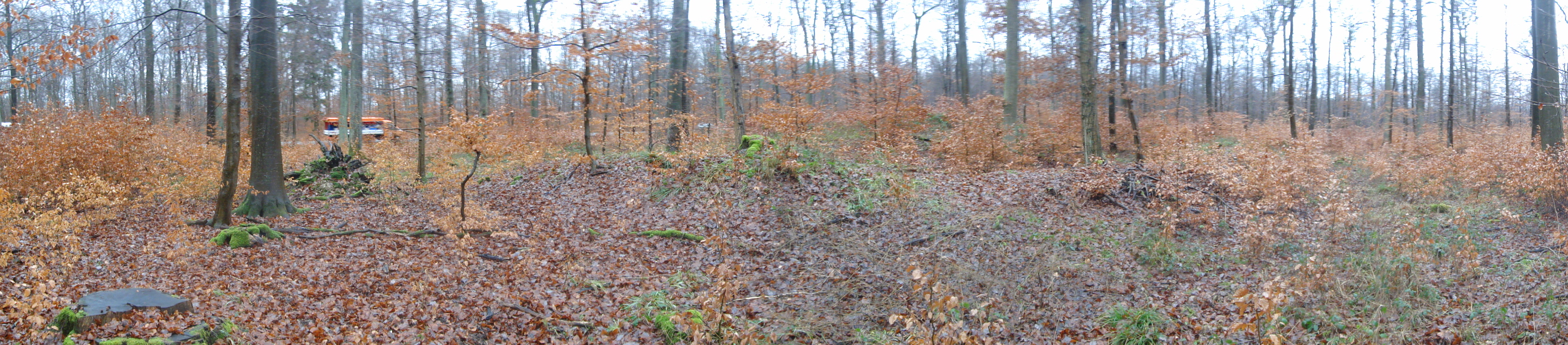
Die Schanze

Die Funktion der Anlage ist unbekannt. Es könnte sich um eine mittelalterliche Motte (Turmhügelburg) gehandelt haben, aber auch eine Funktion als Wartturm ist nicht auszuschließen. Indizien für letzteres wären die 1879 noch gültigen Distriktsnamen Thurm, in dem sich die Anlage befindet und Gebück, der Name des sich östlich anschließenden Distrikts. So könnte die Anlage Teil einer Landwehrkonstruktion gewesen sein.
Cohausen vermutet einen Zusammenhang mit der Belagerung der Burg Gutenfels im Jahr 1504, welche allerdings sechs Kilometer entfernt liegt. 
Unwahrscheinlich erscheint ein Zusammenhang mit der römischen Zeit, obwohl die Gesamtanlage den Limeswachtürmen sehr ähnlich ist. Gegen diese Zuordnung spricht die steile Darstellung des Grabens. 
Für eine Schanze aus dem Dreißigjährigen Krieg stellt sich die Anlage demgegenüber zu klein dar.

## Denkmalschutz
Der Burgstall der Wallanlage ist ein Bodendenkmal nach dem rheinland-pfälzischen Denkmalschutzgesetz. Nachforschungen und gezieltes Sammeln von Funden sind genehmigungspflichtig, Zufallsfunde an die Denkmalbehörden zu melden.